# حسن کاشی

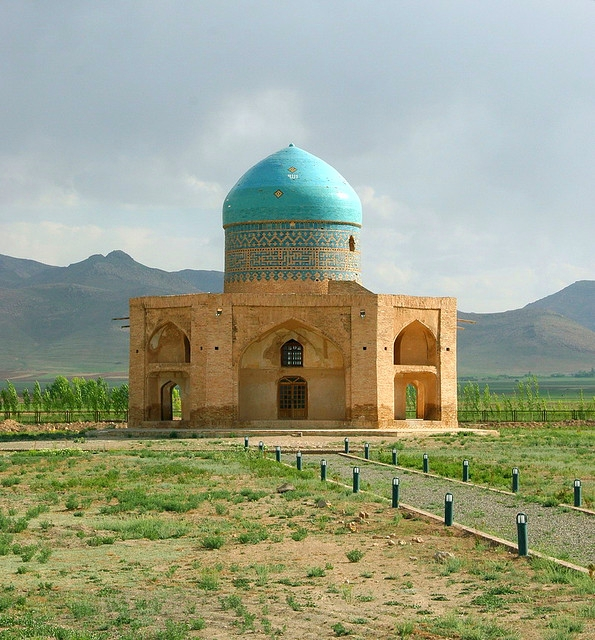
مقبره حسن کاشی

دیوان حسن کاشی

مولانا حسن بن محمود کاشانی آملی مشهور به حسن کاشی از شاعران نامدار سده هشتم قمری است که همه اشعارش دربارهٔ ستایش از امامان شیعه، به ویژه علی بن ابیطالب است.
| آن حسن نامم که اندر مدح داماد نبی |  | می‌کند بر طبع پاکم روح حسان آفرین |

## زندگی
جد و پدر مولانا حسن از کاشان بوده‌اند، اما زادگاه و محل زندگی او آمل در طبرستان (مازندران) بوده است.
| مسکن کاشی اگر در خطهٔ آمل بود |  | لیکن از جد و پدر، نسبت به کاشان می‌رسد |

بنا به گفته دولتشاه سمرقندی، حسن کاشی همعصر سلطان محمد خدابنده الجایتو (پادشاهی ۶۹۵–۶۸۲ شمسی) بوده‌است و بنابراین بخشی از عمر او باید در اواخر سده هفتم قمری بوده باشد. چون تاریخ مرگ حسن کاشی معلوم نیست، نمی‌توان دانست که چه مقدار از عمر او در سده ۸ ق. سپری شده‌است. او تمام ذوق شاعری خود را صرف ستایش خاندان پیامبر اسلام کرده‌است و از ستایش دیگران گریزان بوده است.
| منم که یرلغ طبعم به دار ملک بقا |  | نوشته‌اند به مداحی محمد و آل |

حسن کاشی زندگی‌اش را به پرهیزگاری و قناعت می‌گذراند. او به زیارت مدینه و مکه و نجف هم رفته است و بر مزار علی بن ابیطالب، منقبتی با این مطلع (آغاز شعر) خوانده است:
| السلام ای سایه‌ات خورشید رب العالمین |  | آسمان عز و تمکین، آفتاب داد و دین |

این همان «قصیده هفت‌بند» است که قاضی نورالله شوشتری در مجالس‌المؤمنین آورده و نوشته‌است «اکثر استادان متأخرین در تتبّع آن درها سفته‌اند و به آن لطافت تا غایت چیزی نگفته‌اند». قصاید حسن کاشی در ستایش و منقبت بزرگان دین، شهرت بسیار داشته و مورد تقلید شاعران شیعه در دوره‌های بعد قرار گرفته است.
تاریخ وفات حسن کاشی مشخص نیست و آرامگاه مولانا حسن کاشی در جانب قبلهٔ شهر سلطانیه است که به دستور شاه اسماعیل یکم صفوی عمارتی بر بالای قبر او ساختند و باغچه‌ای در آنجا طرح انداختند که محل زیارت دوستداران او بوده است.

## دیوان
دیوان حسن کاشی در سال ۱۳۸۹ به کوشش سید عباس رستاخیز با مقدمه حسن عاطفی توسط کتابخانه مجلس شورای اسلامی به چاپ رسیده است.

## نمونه اشعار
| هر سحر کز موج این دریای گوهرزای من |  | گوهر معنا دهد فکر فلک‌‌پیمای من      |
| شمع گردون در شبستان حرم بار آورد   |  | روز وضعِ حملِ معنی خاطر عَذرای من     |
| بر سریر سدره شادروان زَنَد روح‌القدس  |  | چون به معراج معانی رو درآرد رای من |

| ای به روی خوب تو اقبال را فرخنده فال |  | سِدره را تعظیم قدّت داده صَدرَه گوشمال |
| بر سپهر مهتری قدرت سپهری از علو      |  | در جهان سروری ذاتت جهانی از جلال   |
| شرع را بر پای کرده دست خیبرگیر تو    |  | عرش را بر سر نهاده دست تو پای کمال |